# Neeruti (Kadrina)
Neeruti es un pueblo ubicado en el municipio de Kadrina, en el condado de Lääne-Viru, Estonia.

## Superficie
Posee una superficie de 6,317 kilómetros cuadrados.

## Demografía
Hasta 2021 la población era de 42 habitantes, con una densidad de población de 6,648 habitantes por kilómetro cuadrado.